# Dictya palustris
Dictya palustris är en tvåvingeart som först beskrevs av Robineau-desvoidy 1830.  Dictya palustris ingår i släktet Dictya och familjen kärrflugor.
Artens utbredningsområde är Frankrike. Inga underarter finns listade i Catalogue of Life.